# Coupe d'Islande de football 1975
La coupe d'Islande 1975 de football est la 16e édition de la Coupe nationale de football.
Elle s'est disputée du 24 juin 1975 au 13 septembre 1975, avec la finale jouée au Laugardalsvöllur à Reykjavik.
La Coupe revêt une haute importance puisque le vainqueur est qualifié pour la Coupe des Coupes (Si un club gagne à la fois le championnat et la Coupe, c'est le finaliste de la Coupe qui prend sa place en Coupe des Coupes).
Les clubs de 1. Deild ne rentrent qu'en huitièmes de finale, alors que les clubs des divisions inférieures entrent au fur et à mesure des 3 tours préliminaires. Les équipes se rencontrent sur un  match simple. En cas de match nul, le match est rejoué sur le terrain de l'autre équipe.
C'est l'ÍBK Keflavík qui remporte la première Coupe d'Islande de son histoire en battant en finale l'ÍA Akranes, qui échoue à ce stade pour la 2e année consécutive. Le club s'offre une qualification en Coupe d'Europe. 

## Premier tour
| Équipe 1            | Résultat | Équipe 2                    |
| ------------------- | -------- | --------------------------- |
| Völsungur Húsavík   | 4 - 1    | Leiftur                     |
| þor Akureyri        | 6 - 1    | KS Sarafjörður              |
| þrottur Norðfjörður | 9 - 0    | Höttur Egilsstaðir          |
| Austri Eskifjörður  | 1 - 2    | Huginn Seyðisfjörður        |
| Valur Reyðarfjörður | 3 - 0    | Héraðssambandið Skarphéðinn |
| UMS Skagafjörður    | 1 - 3    | Reynir Árskógsströnd        |
| HV Isafjörður       | 1 - 0    | Bolungarvík                 |

## Deuxième tour
| Équipe 1                | Résultat | Équipe 2             |
| ----------------------- | -------- | -------------------- |
| Fylkir Reykjavik        | 4 - 1    | Grótta Seltjarnarnes |
| UMF Selfoss             | 3 - 0    | IR Reykjavik         |
| Breiðablik Kopavogur    | 1 - 3    | Armann Reykjavik     |
| Afturelding Mosfellsbær | 0 - 5    | þrottur Reykjavik    |
| Huginn Seyðisfjörður    | 1 - 2    | þrottur Norðfjörður  |
| Leiknir Fáskrúðsfjörður | 4 - 1    | Valur Reyðarfjörður  |
| Reynir Árskógsströnd    | 3 - 1    | Völsungur Húsavík    |
| KA Akureyri             | 1 - 3    | þor Akureyri         |
| Grundarfjörður          | 2 - 3    | HV Isafjörður        |
| ÍB Isafjörður           | 2 - 0    | Vikingur Ólafsvík    |

## Troisième tour
- Entrée en lice des équipes de 2. Deild

| Équipe 1                  | Résultat | Équipe 2                  |
| ------------------------- | -------- | ------------------------- |
| Stjarnan Gardabaer (D2)   | 0 - 2    | UMF Selfoss               |
| Leiknir Reykjavik (D2)    | 2 - 6    | þor þorlakshöfn (D2)      |
| UMF Grindavík (D2)        | 2 - 1    | Víðir Garður (D2)         |
| Armann Reykjavik          | 3 - 0    | Fylkir Reykjavik          |
| Haukar Hafnarfjörður (D2) | -        | þrottur Reykjavik forfait |
| HV Isafjörður             | 0 - 7    | ÍB Isafjörður             |
| þor Akureyri              | 2 - 0    | Reynir Árskógsströnd      |
| þrottur Nordfjörður       | 1 - 0    | Leiknir Fáskrúðsfjörður   |

## Huitièmes de finale
- Entrée en lice des 8 équipes de 1. Deild

| Équipe 1                | Résultat | Équipe 2                |
| ----------------------- | -------- | ----------------------- |
| Haukar Hafnarfjörður    | 1 - 5    | þor Akureyri            |
| UMF Grindavík           | 0 - 3    | FH Hafnarfjörður (D1)   |
| KR Reykjavik (D1)       | 2 - 0    | Fram Reykjavik (D1)     |
| ÍA Akranes (D1)         | 3 - 1    | Armann Reykjavik        |
| þor þorlakshöfn         | 0 - 2    | Vikingur Reykjavik (D1) |
| ÍBK Keflavík (D1)       | 3 - 0    | ÍB ISafjörður           |
| Valur Reykjavik (D1)    | 8 - 0    | UMF Selfoss             |
| ÍBV Vestmannaeyjar (D1) | 6 - 0    | þrottur Reykjavik       |

## Quarts de finale
| Équipe 1           | Résultat | Équipe 2           |
| ------------------ | -------- | ------------------ |
| Vikingur Reykjavik | 0 - 2    | ÍBK Keflavík       |
| þor Akureyri (D3)  | 1 - 2    | KR Reykjavik       |
| Valur Reykjavik    | 5 - 1    | ÍBV Vestmannaeyjar |
| FH Hafnarfjörður   | 0 - 3    | ÍA Akranes         |

## Demi-finales
| Équipe 1     | Résultat | Équipe 2        |
| ------------ | -------- | --------------- |
| ÍBK Keflavík | 2 - 1    | KR Reykjavik    |
| ÍA Akranes   | 1 - 0    | Valur Reykjavik |

## Finale
| 13 septembre 1975 | ÍBK Keflavík     | 1 - 0 | ÍA Akranes | Laugardalsvöllur, Reykjavik |
|                   | Einar Gunnarsson |       |            |                             |
|                   | (Rapport)        |       |            |                             |

- L'ÍBK Keflavík remporte sa première Coupe d'Islande et se qualifie pour la Coupe des Coupes 1976-1977.